# Calliscelio philippinensis
Calliscelio philippinensis är en stekelart som beskrevs av Jean-Jacques Kieffer 1913. Calliscelio philippinensis ingår i släktet Calliscelio och familjen Scelionidae. Inga underarter finns listade.